# Azulejo de figura

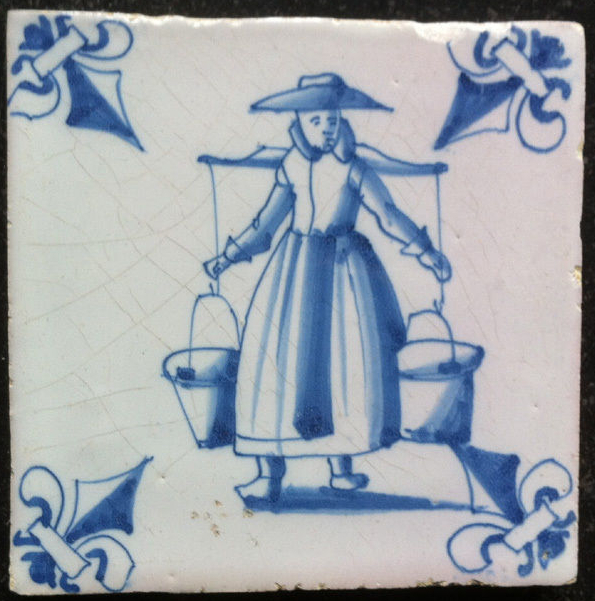
Azulejo de Delft (ca. 1700), con la figura de una lechera y los cuatro 'ramos de lis' repetidos en las esquinas de la pieza (quizá una evocación al nombre de Lisboa).

Azulejo de figura o azulejo figurativo holandés se llama a un tipo de ladrillo azulejo popular en Holanda y Portugal, con decoración figurativa sencilla en una gama de tonos azul cobalto sobre fondo blanco.
Originado en la industria cerámica de los  Países Bajos en el siglo XVII alcanzó asimismo categoría de pieza de género en la azulejería portuguesa del siglo XVIII. Algunos estudios y clasificaciones lo relacionan con las series italianas, inglesas, neerlandesas, portuguesas y españolas de azulejos de tema único.

## Historia
De origen holandés, localizado en Delft desde la segunda mitad del siglo XVII, este modelo tuvo en Portugal un especial desarrollo en la importante industria azulejera lusa, donde se conoce como azulejo de figura avulsa (o de figura suelta).
Esta denominación genérica se debe a que la figura representada flota solitaria en el espacio del azulejo, complementada tan solo con un adorno que se repite en las cuatro esquinas de la pieza). Es característico el fondo pintado en azul cobalto, mientras parte de la decoración queda en el color blanco del baño estannífero, o sea «en reserva». Muy habitual en la azulejería de Portugal, país en el que se introdujo comercialmente desde finales del siglo XVII (ca. 1675), procedente de Delft. Tuvo manufactura importante en Coímbra y Lisboa, entre otros muchos centros de producción azulejera cerámica.

## Tipología luso-flamenca

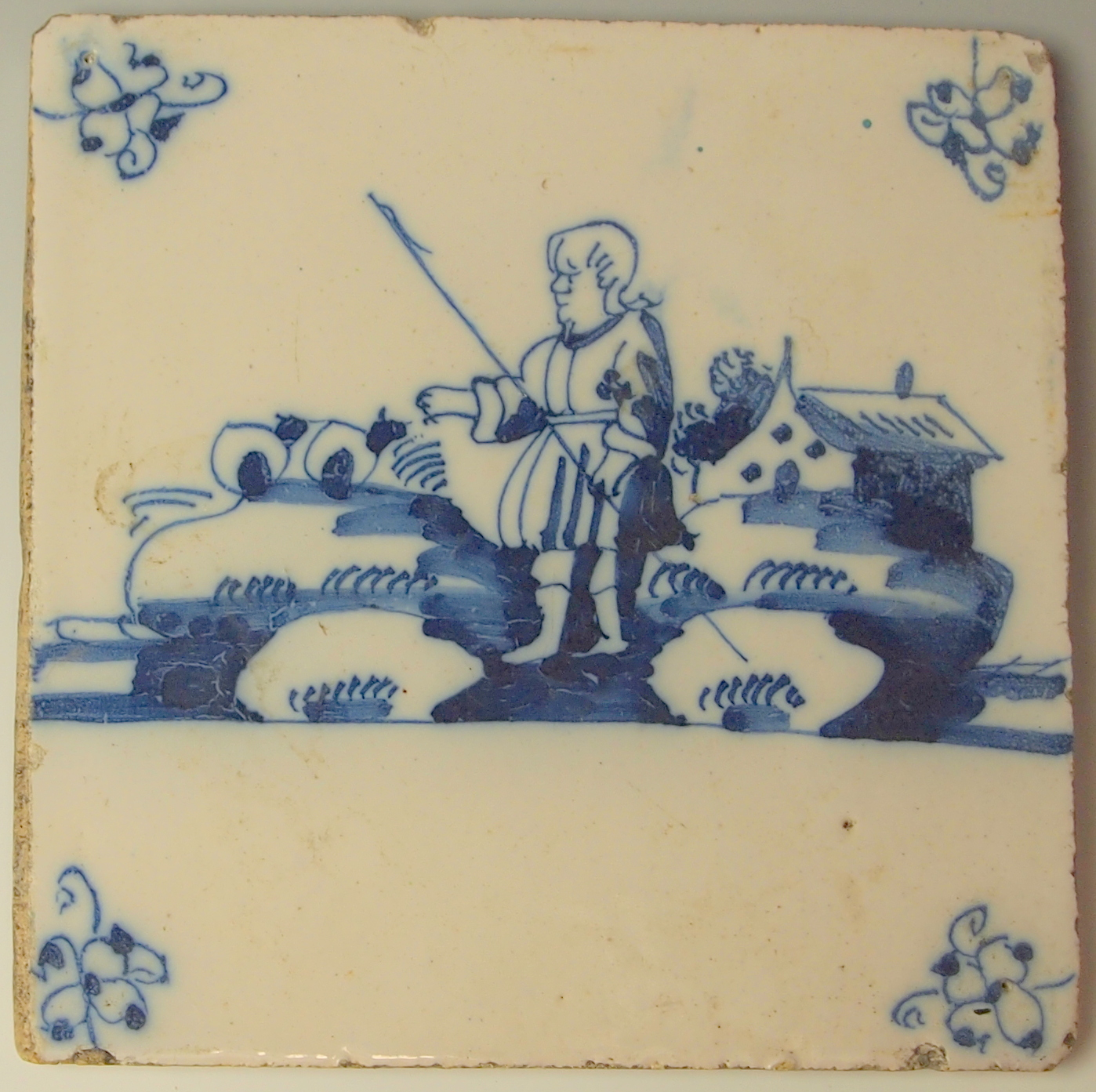
Azulejo de Delft supuestamente exportado a Topsham, Devon (Exeter, Gran Bretaña) hacia 1600.
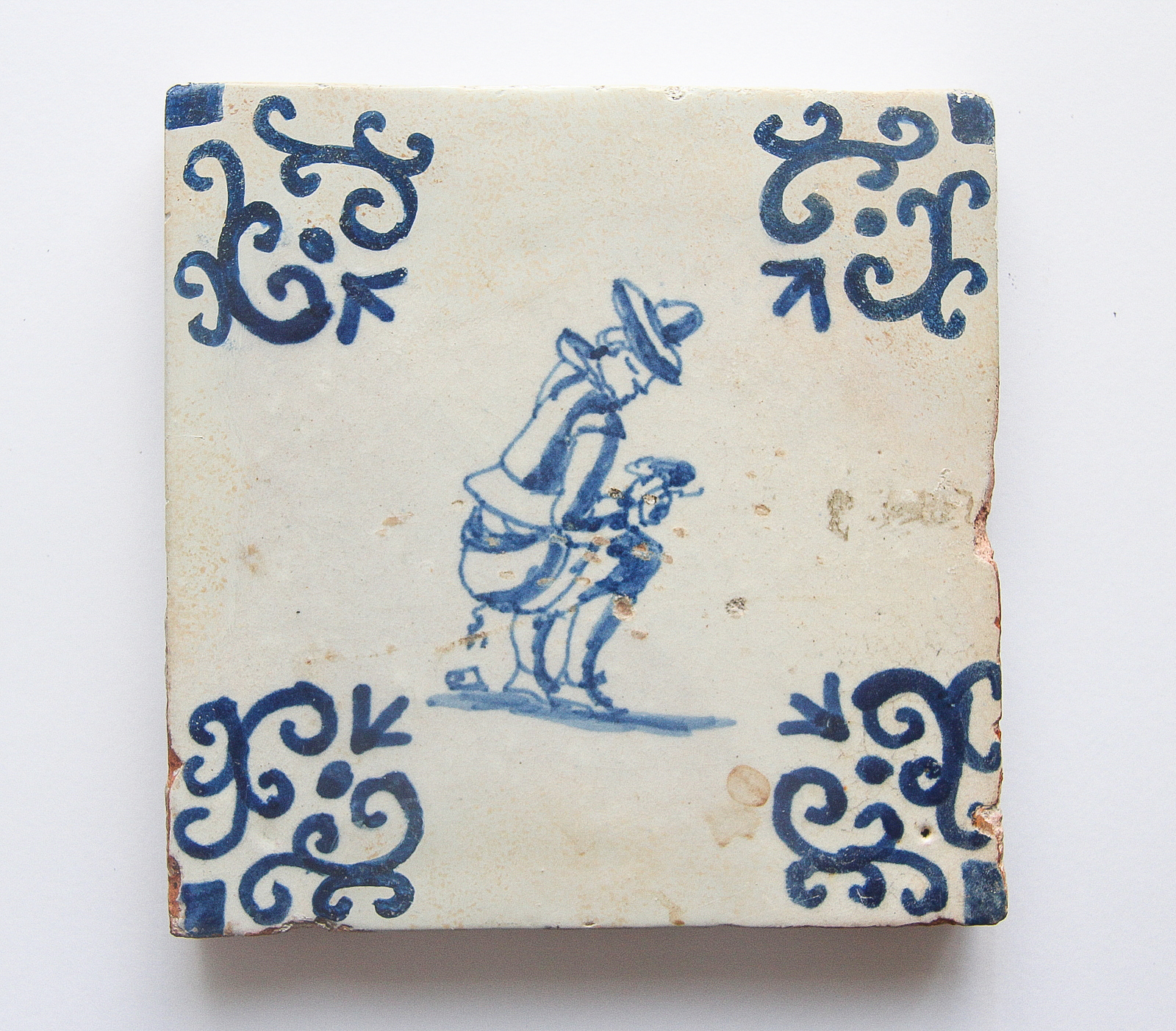
Un recurrente motivo escatológico en el Flandes del siglo XVII, muy popular en la serie del azulejo de oficios de larga tradición en Cataluña.
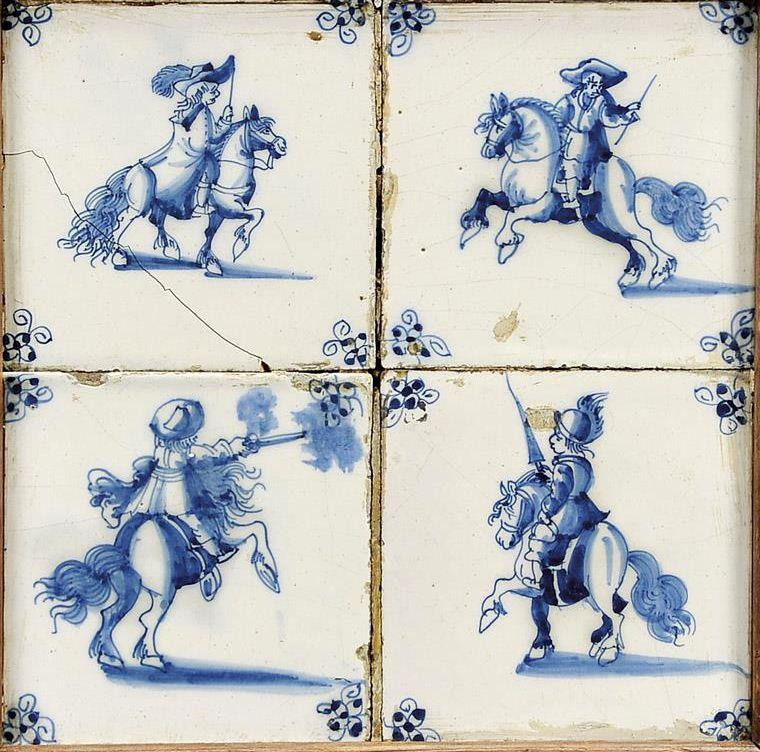
Cuatro azulejos de figura avulsa com cavaleiros, uno de los motivos genéricos más antiguos.
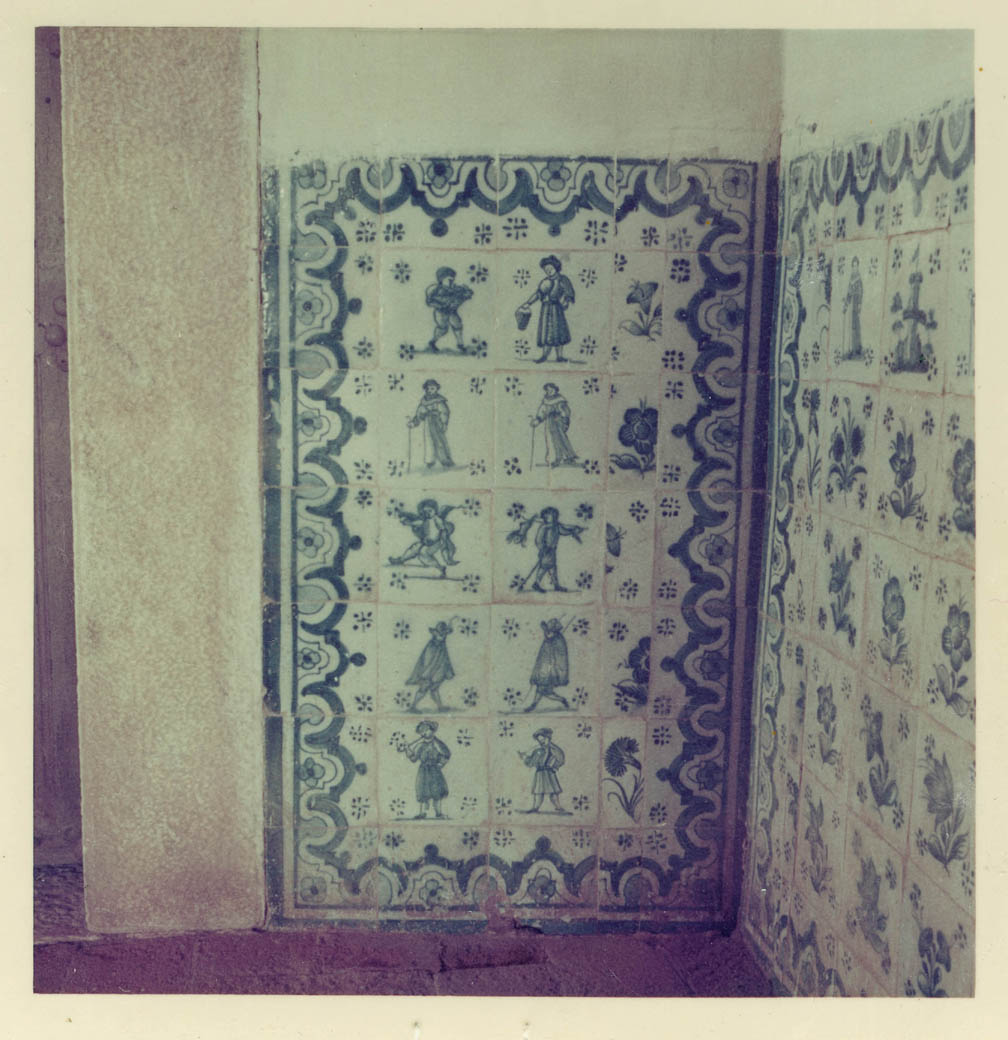
Alicatado de paramentos en el convento de São Francisco dos Capuchos Vila Viçosa, Portugal.